# Río Azul (yacimiento)
Río Azul o por su nombre original Sak Há Witzal, (significa «Agua clara de la montaña») es un yacimiento arqueológico maya en el Petén, al norte de Guatemala. Está ubicado a 100 kilómetros al noreste de Tikal, al borde del río Azul. Los restos excavados indican que el sitio fue poblado entre 900 a. C. a 850 a.D.Fue conquistado por Tikal durante el reinado de Yax Nuun Ayiin I y se convirtió en un puesto de avanzada, protegiendo a Tikal de las ciudades hostiles en el norte. También se convirtió en un vínculo para el comercio entre Tikal y la región del Caribe.